# 이델레트 칼뱅
이델레트 스토두르 드 뷔르 칼뱅( Idelette Stordeur de Bure Calvin (1500년- 1549년)은 프랑스 종교 개혁가 장 칼빈 (Jean Caㅣvin)의 유일한 아내였다.
이델레트 드 뷔르는 플란데런 출신이며, 리에주에서 장 스또르되르 (John Stordeur)와 처음으로 결혼했다. 이들 부부는 재세례파였으며, 스트라스부르로 이주했다. 스또르되르 두 명의 자녀 (Charles, Judith)를 가졌으며 Idelette를 미망인으로 남겨 두었다. 마르틴 부서의 주선으로 칼빈은 그 과부와 결혼을 1540년 8월에 했다. 칼빈은 이델레트에게서 아들과 딸들을 가졌지만 어린 나이에 죽고 말았다. 이를 로마 가톨릭 교도들은 이단이라 심판을 받은 것이라고 비방하였다. 이델레트는 제네바에 퍼진 흑사병에서 살아남았지만 1549년 오랫동안 앓던 지병으로 사망했다.

## 같이 보기
- 존 칼빈
- 재세례파

## 참고 문헌
- Bainton, Roland (1974). 영국과 프랑스의 종교 개혁의 여성들 . 보스턴, MA : 비콘 프레스. ISBN 0-8070-5649-9 ISBN   0-8070-5649-9 .
- James I. (1901, 2007). 개혁 교회의 유명한 여성들 . 버밍엄, 앨라배마 : 단단한 지상 기독교 책. ISBN 1-59925-123-X ISBN   1-59925-123-X ≈
- 샤프, 필립 "기독교 교회의 역사"Vol. VIII.
- "Rev.의 완전한 일 토마스 스미스, DD "(1908). 부록 VI
- Edna Gerstner (1963/1992). ``아이들 레트 ''. 출판사, Grand Rapids, Michigan. ISBN 1-877611-54-9 ISBN   1-877611-54-9